# ゾウカブト属
ゾウカブト属（ゾウカブトぞく、象兜属、学名：Megasoma）は、昆虫綱甲虫目コガネムシ科カブトムシ亜科カブトムシ族に属する代表的な分類群。学術名からメガソマ属と呼ぶこともある。

## 概要
大きくずんぐりとした体形をしており、体の割に角はそれ程長くはならないため体長はヘラクレスオオカブトなどのオオカブト属に劣るものの、体重と体全体の大きさでは本属の方が勝る。また、脚も長く、細い枝にも器用に掴まって移動でき、太い幹ではその力でしっかりとしがみつき、掴まったら離れないほどになる。
大まかに分けて、ビロード状の毛が全身に生えて茶色っぽく見える種類と、毛が全くなく、真っ黒な種類の二タイプがある。5,6cmを下回るような小さめのゾウカブトはヒメゾウカブトと呼ばれる。それらの種の中には、角が小さいか、殆ど発達しないものもいる。
最大で130mmを越え、体の大きい個体は角も大きくなる。毛の生えたタイプの最大種はエレファスゾウカブトで、真っ黒なタイプではアクティオンゾウカブトが最大の種である。
北アメリカ南部や、中央アメリカ及び、南アメリカの各地に様々な種類が生息し、オオカブト属に比べ、ゾウカブト属は、体の大きさや形状の変異に富んでおり、アメリカ大陸のカブトムシを代表するグループの1つである。

## 特徴
最大種であるエレファスゾウカブトを初め、数種は世界一体重が重いカブトムシとして知られ、体重が50g程に達する（これに対し、ヘラクレスオオカブトはこの三分の二の体重しかない）。ゴライアスハナムグリに次ぐ最重量級の甲虫である。但しこの「体重」は餌を多く摂取すれば重くなりあまり摂取していなければ相対的に軽くなる為、あくまで参考値でしかない。勿論幼虫の体重もカブトムシの中では最も重くなり、200g位に達する個体もいる。
角を含めない体全体の大きさと体重では、ヘラクレスオオカブトに勝るだけでなく、メスの体長でも大きいもので80mm以上になり、カブトムシのメスとしても世界最大の大きさである。巨体である分、木にしがみつく力も強く、カブトムシ中一番だともいわれる。
巨体に似合わず、闘争性は小さく、大人しいカブトムシだが、成虫の寿命は6～10ヶ月ほどで、ヘラクレスオオカブトに比べて短い。
幼虫期間は2～3年と長い。他の巨大なカブトムシ、ヘラクレスオオカブトに比べても長い（ヘラクレスは通常1年～1.5年程）。

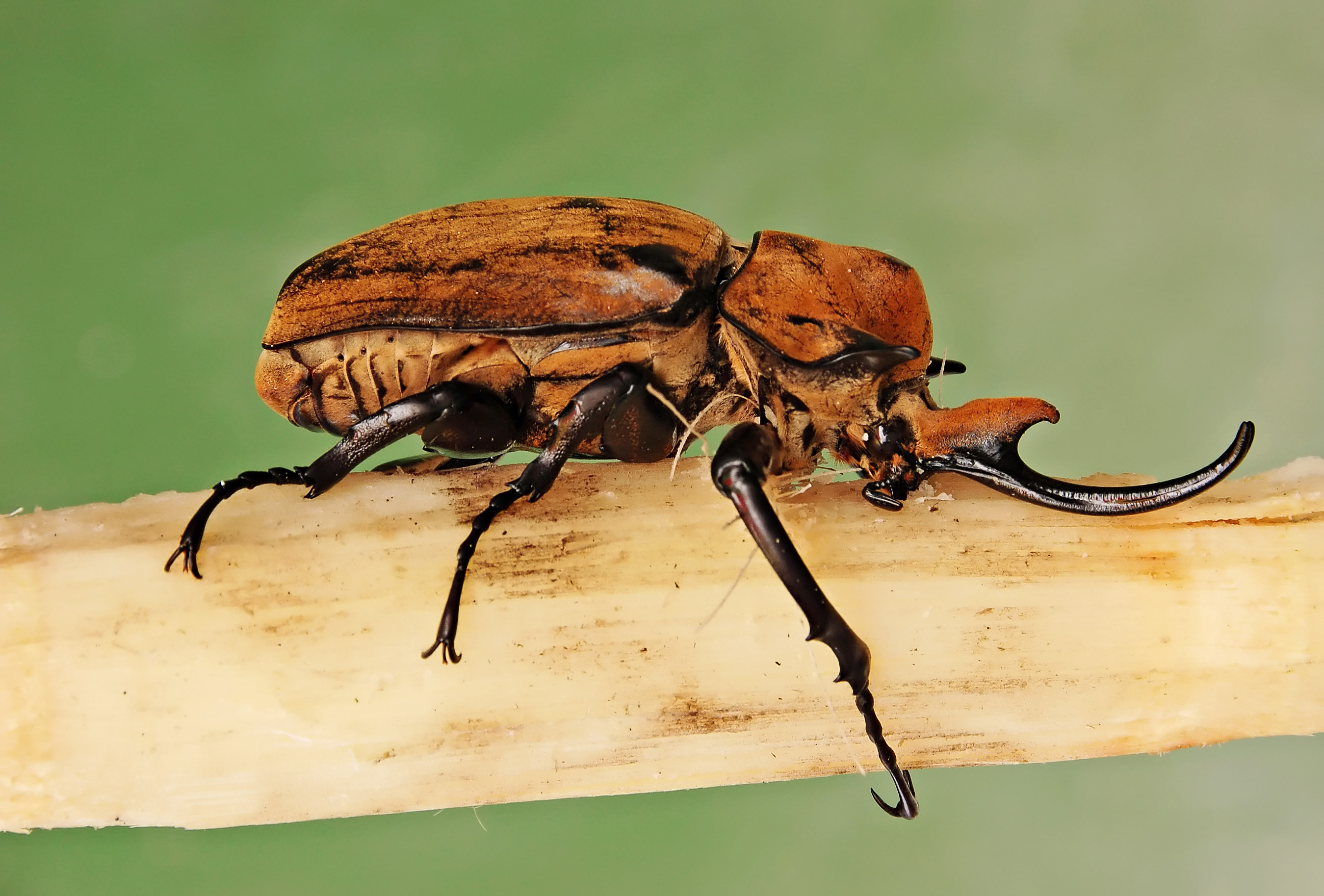
横から見たエレファスゾウカブト
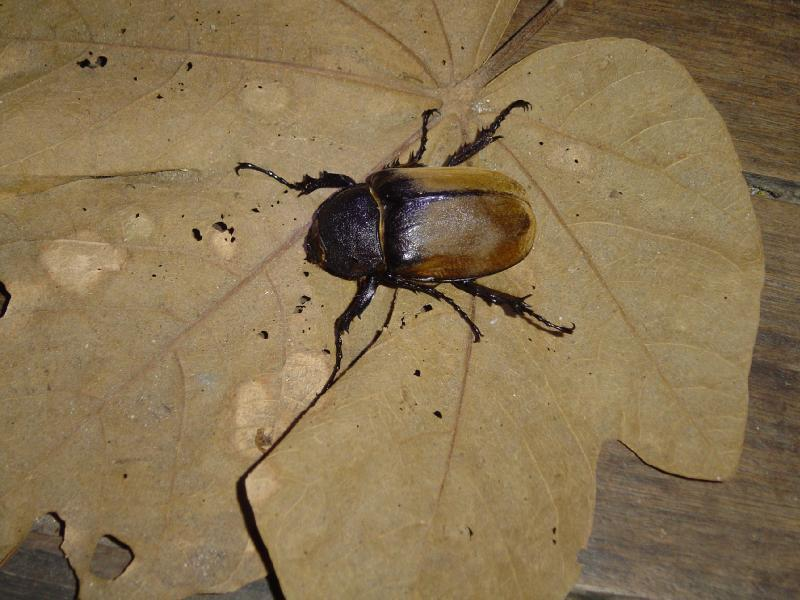
エレファスゾウカブト Megasoma elephas elephasのメス（コスタリカにて）

## 種

### 有毛

エレファスゾウカブト

- エレファスゾウカブト Megasoma elephas Elephant beetle
体長は♂70mm - 144mm、♀50 - 85mmであり、単にゾウカブトともいう。メキシコからコロンビアに分布する。
世界で最も体重の重いカブトムシである。体の割に角は小さい。金色のビロード状の体毛が全身に生えており黄土色をしているが、この毛は時間と共に擦れて抜け落ちる。夜間に水銀灯の光に飛来し、水銀灯に衝突して割る事故が起こることがある。エレファスはゾウの意。

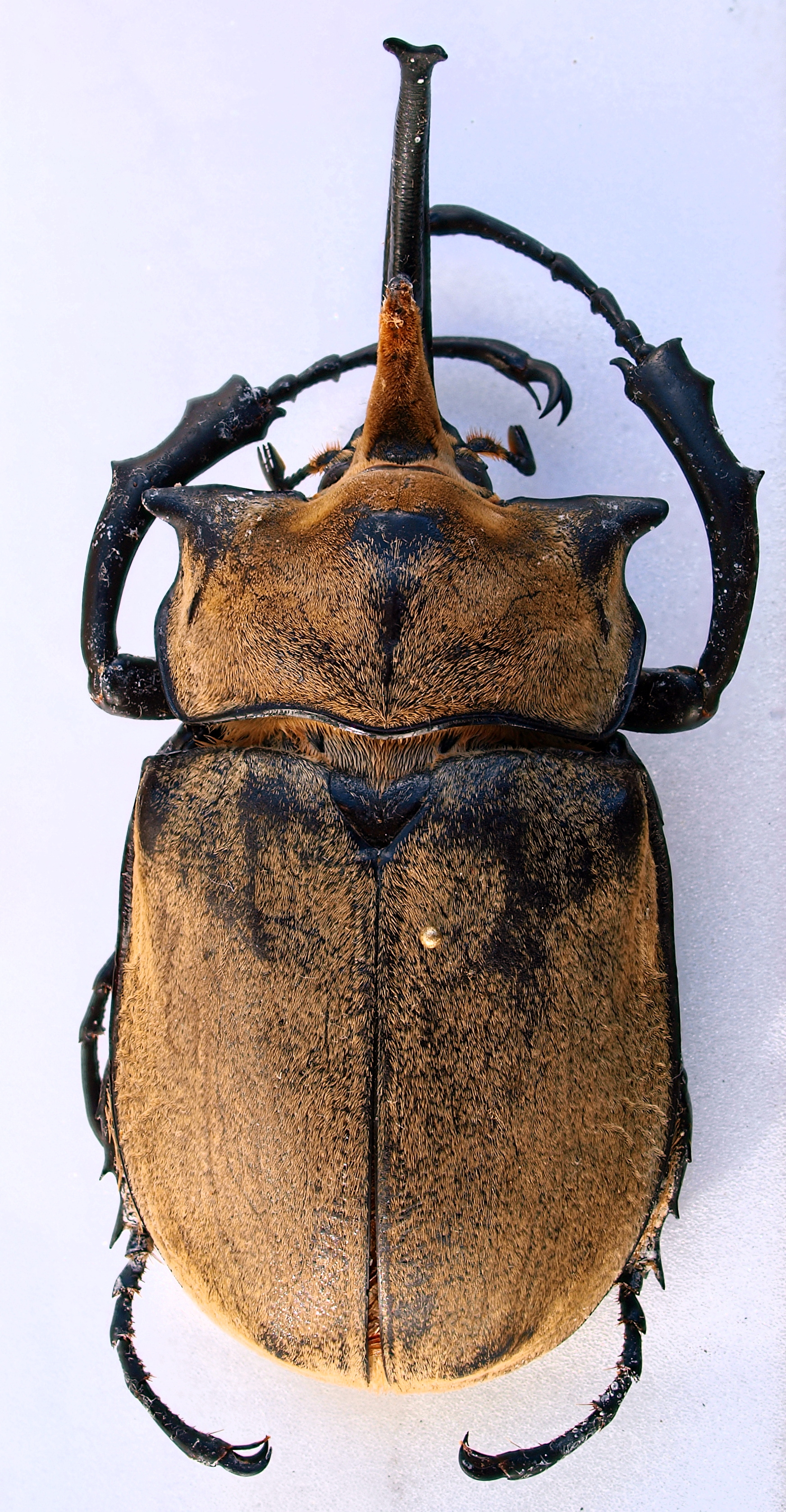
メキシコゾウカブト(オキシデンタリスゾウカブト)

- メキシコゾウカブト（オキシデンタリスゾウカブト）Megasoma occidentalis
体長は♂70mm - 127.2mm、♀45mm - 75mm。
メキシコ北西部に生息する。「キタゾウカブト」とも呼ばれる[1]。エレファスゾウカブトよりもやや小柄で、左右の胸部の角がまっすぐ伸び、色が少し白っぽいのが特徴。

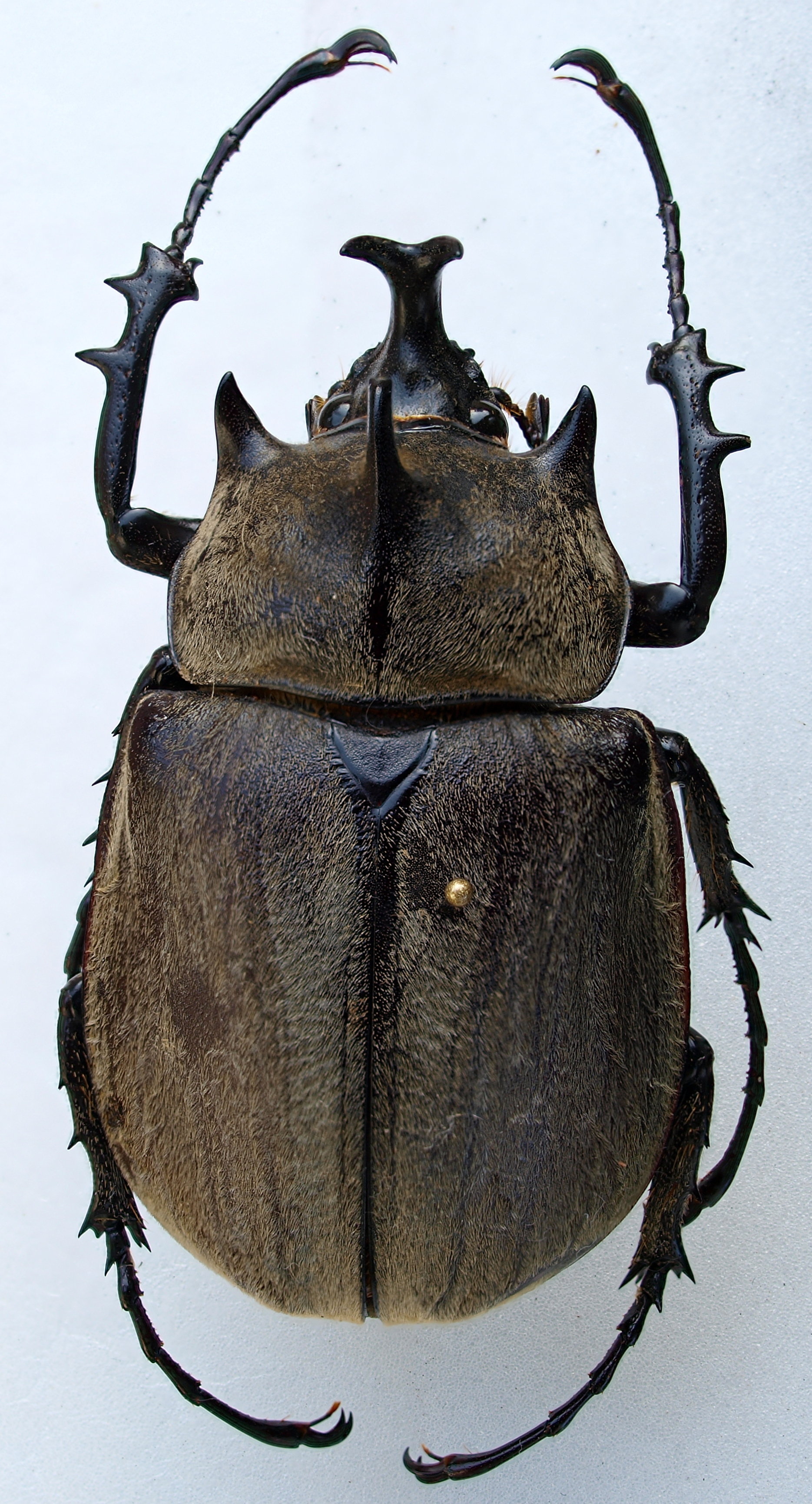
ギアスゾウカブト

- ギアスゾウカブト Megasoma gyas
ブラジル南東部にM. g. gyasが、北東部に亜種M. g. rumbucheriが生息する。

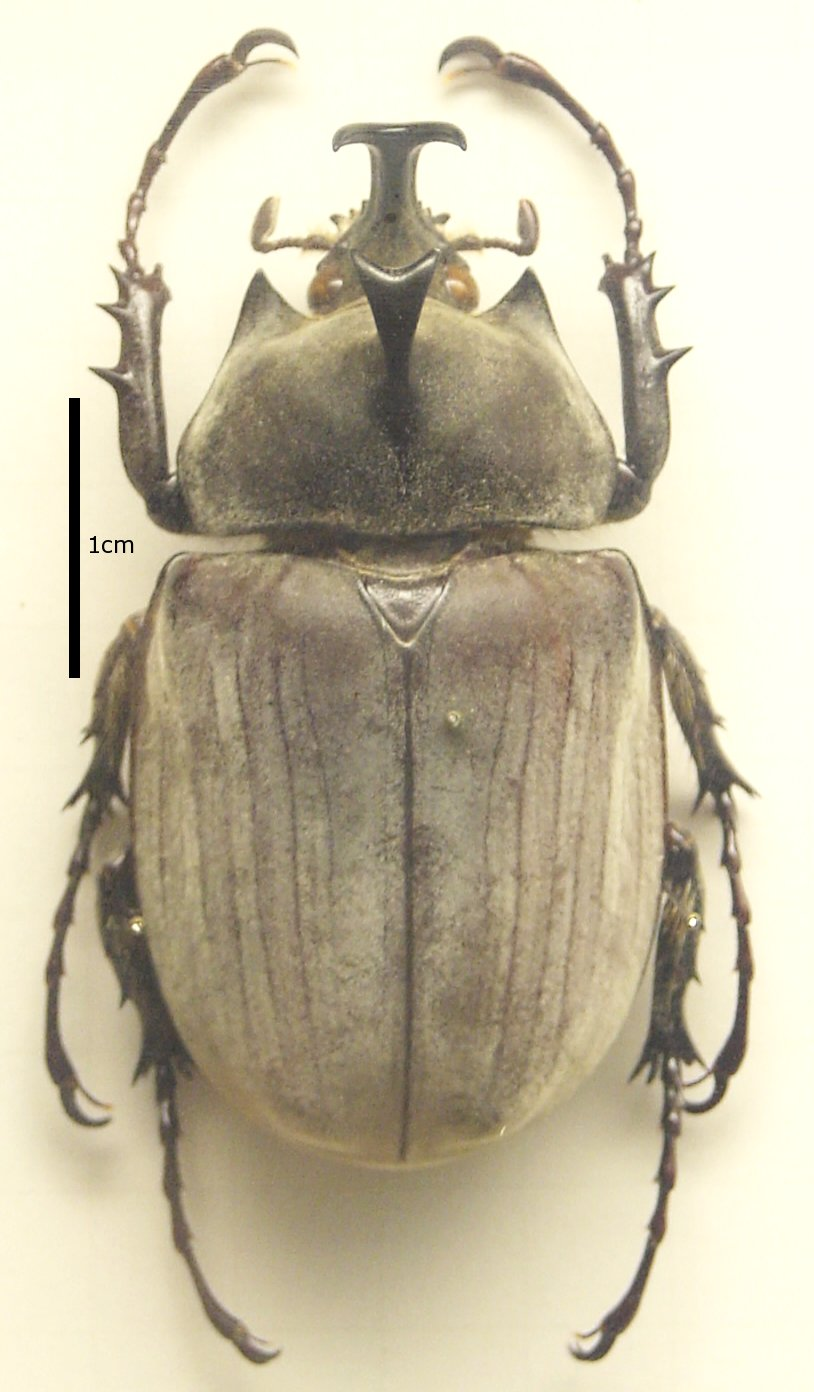
アヌビスゾウカブト

- アヌビスゾウカブト Megasoma anubis
体長は♂60mm - 90.4mm、♀40mm - 65mm。
ブラジル南部、パラグアイ東部、アルゼンチン北部に生息する。

- ミナミヒメ（ケブカ）ゾウカブト Megasoma joergenseni

アルゼンチン北部に生息する。また、パラグアイには亜種のM. j. penyaiが生息する。
- セドロサヒメゾウカブト Megasoma cedrosa
メキシコとセドローサ島に生息する。

- ボグディヒメゾウカブト Megasoma vogti
テキサス州とメキシコに生息する。

- ケブカゾウカブト Megasoma thersites
メキシコ東部に生息する。

### 無毛

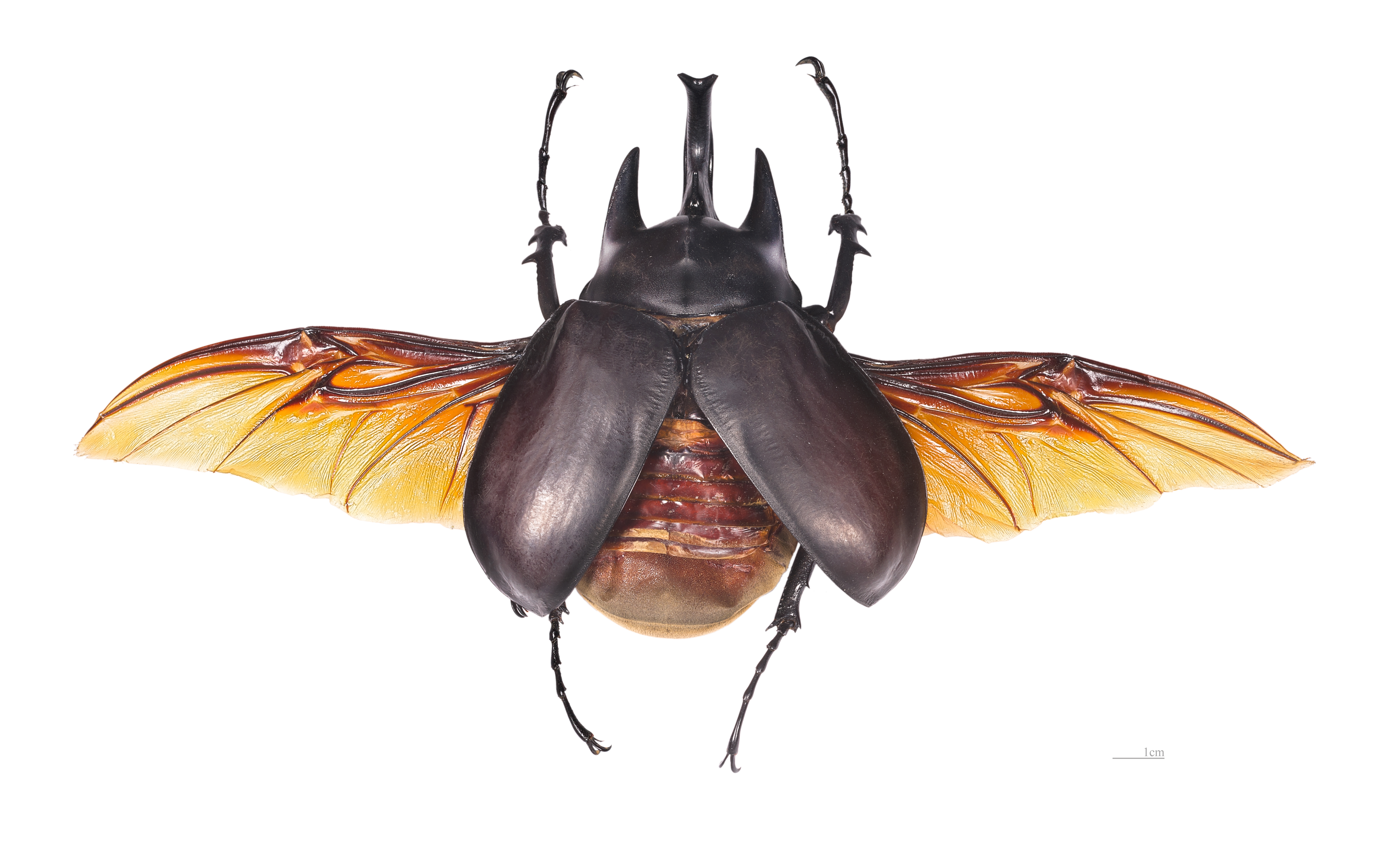
アクティオンゾウカブト Megasoma actaeon

- アクティオンゾウカブト Megasoma actaeon
体長は♂75mm - 133.2mm、♀50mm - 85mm。
アクタイオン（もしくは、アクテオンとも）ともいう。ブラジルなどのアマゾン川流域に分布する。マルスゾウカブトとは胸角が頭角と平行に太く伸びていることと、艶がないことで区別できる。比較的よく飛ぶ。
種小名はギリシャ神話の鹿に変えられた狩人アクタイオーンに由来。
近年は分類が見直され、南アメリカ大陸の東側の個体群を従来通りアクティオンゾウカブトとし、ペルーやエクアドルなど西側の個体群をレックスゾウカブト（Megasoma rex）として亜種扱いすることとなった。

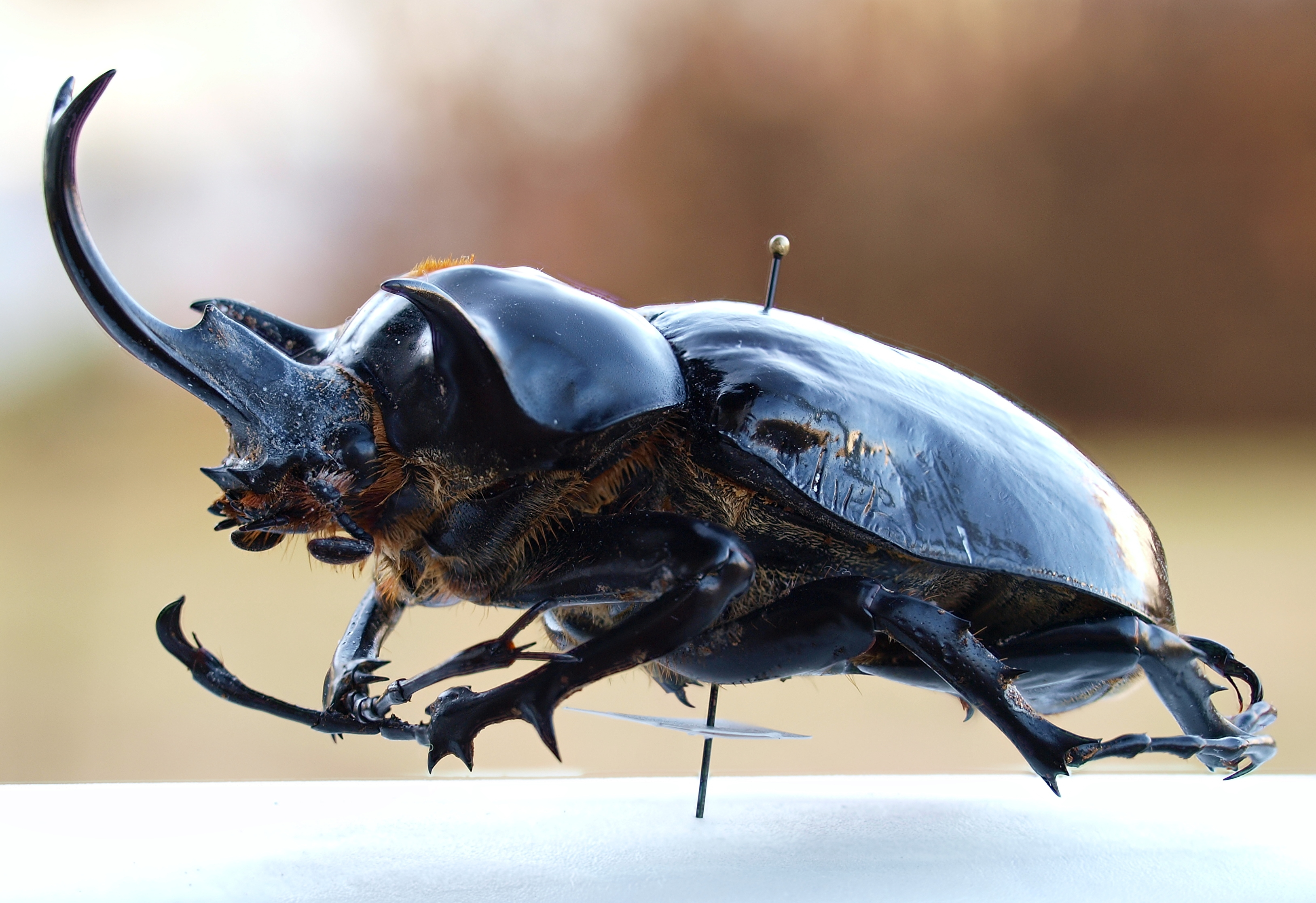
マルスゾウカブト

- マルスゾウカブト Megasoma mars
体長は♂75mm - 140mm、♀55 - 80mm。
胸角は細く放射状に伸びる。体はつやのある黒色である。ゾウカブト属の中では好戦的な性格をしており、比較的気性が荒い。種小名はローマ神話の戦いの神マルスに由来。

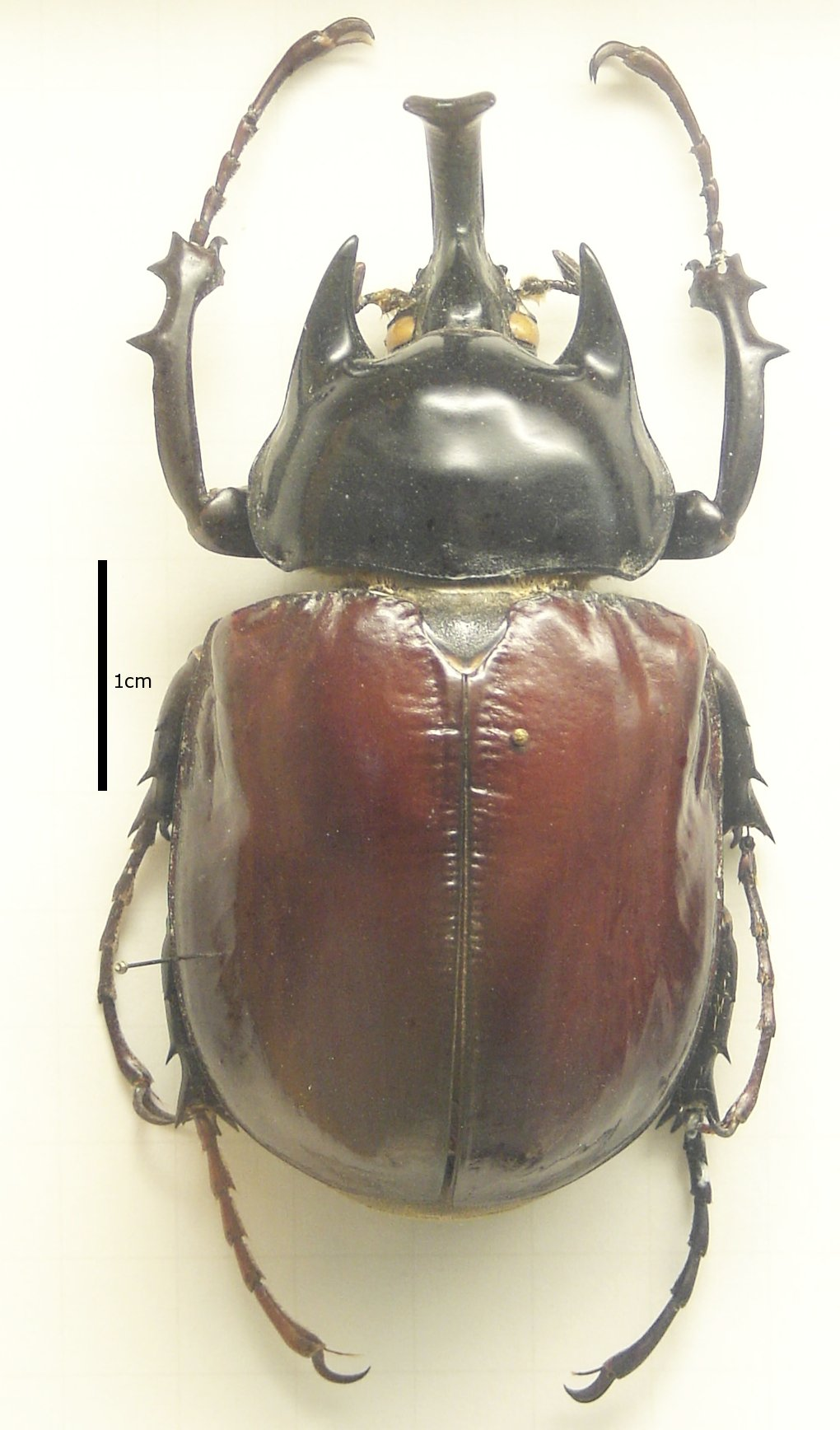
ヤヌスゾウカブト

- ヤヌスゾウカブト Megasoma janus
頭角はマルスゾウカブトのものと比較すると若干短い。最近まではアクティオンゾウカブトの亜種とされていた。また、「ラミレスゾウカブト」と呼ばれることもある。
- メキシコヒメゾウカブト Megasoma pachecoi
メキシコ北西部に生息する。

- ツヤケシヒメゾウカブト（アラメゾウカブト） Megasoma punctulatum
アリゾナ州南西部に生息する。オスの角は殆ど発達しない。

- スリーパーヒメゾウカブト Megasoma sleeperi
カリフォルニア州南西部に生息する。オスの角は殆ど発達しない。